# Maria Kownacka

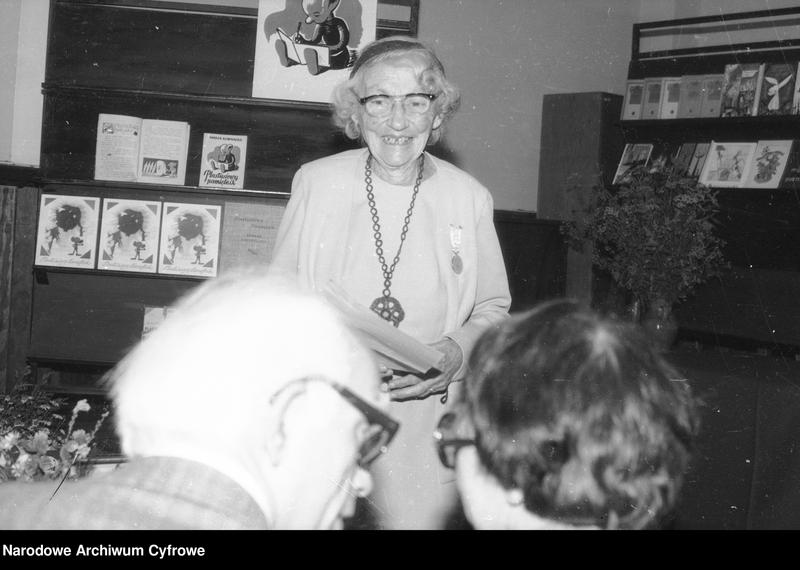
Maria Kownacka odbierająca nagrodę „Orle Pióro“ (1979)

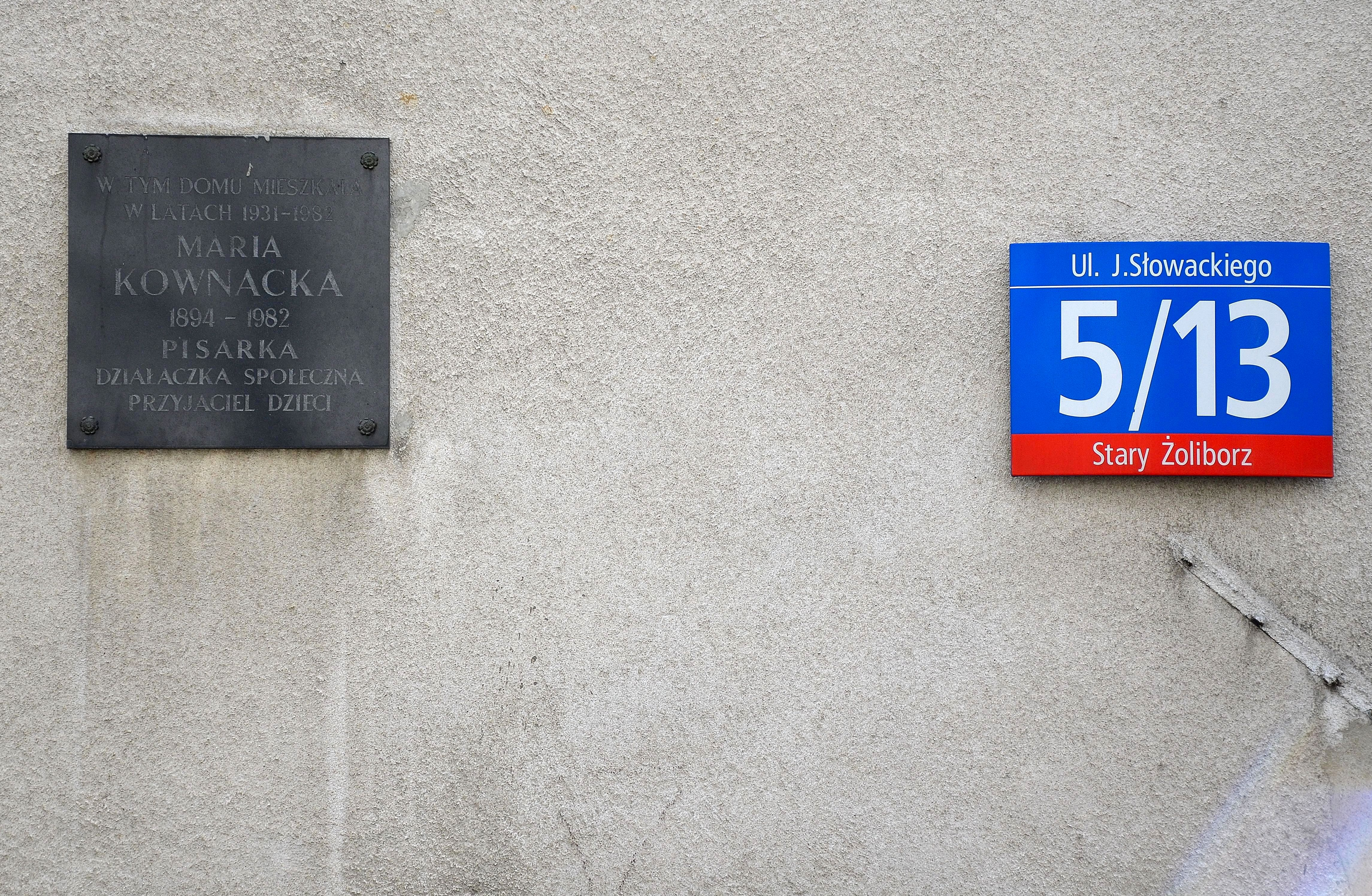
Tablica pamiątkowa na budynku ul. Słowackiego 5/13 w Warszawie, w którym w latach 1931–1982 mieszkała Maria Kownacka

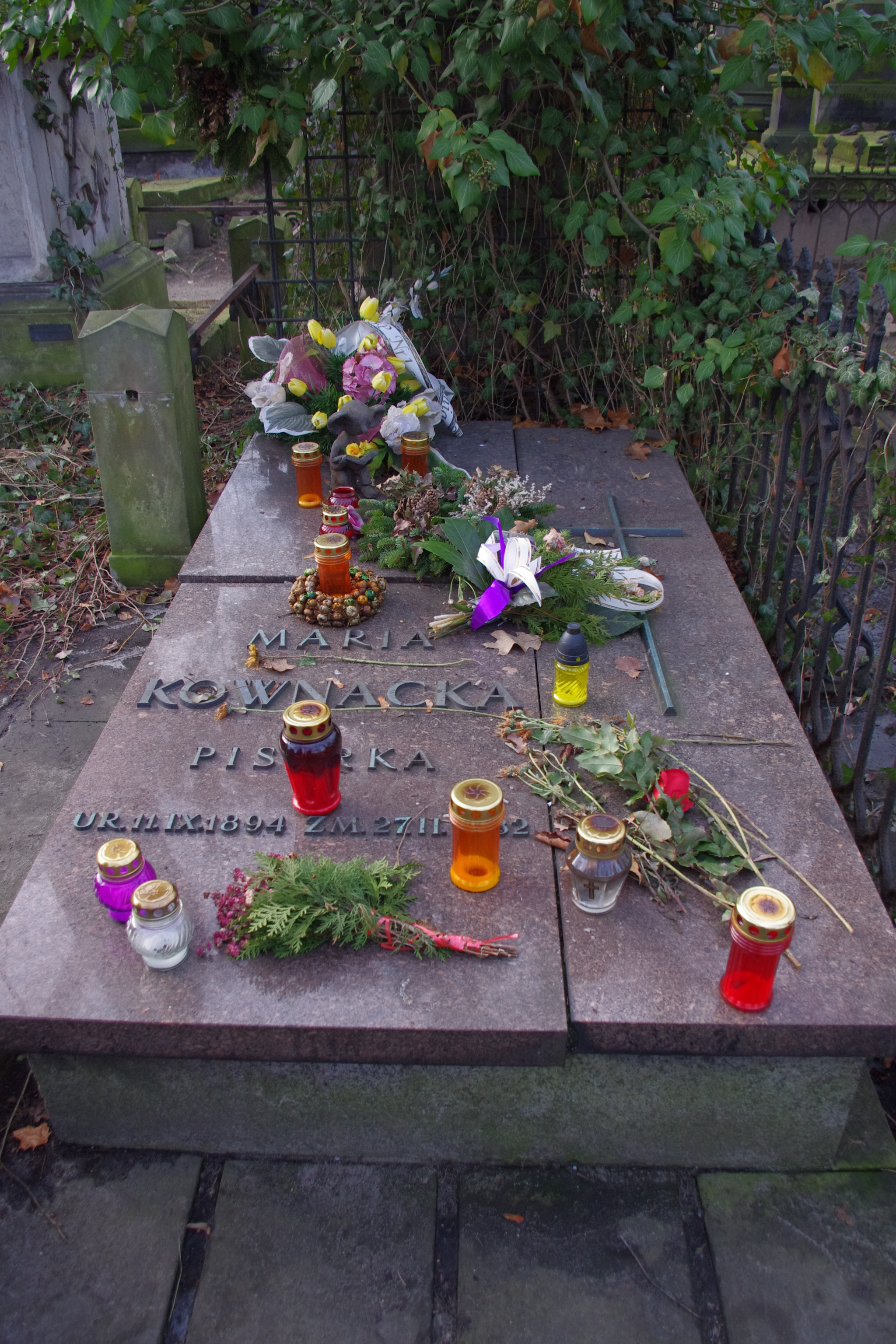
Grób Marii Kownackiej na cmentarzu Powązkowskim

Maria Ludwika Kownacka (ur. 11 września 1894 w Słupie, zm. 27 lutego 1982 w Warszawie) – polska pisarka, tłumaczka z języka rosyjskiego, autorka „Dziennika Dziecięcego” (pierwsze 5 numerów nosiło tytuł „Jawnutka“) redagowanego w czasie powstania warszawskiego, sztuk scenicznych i słuchowisk radiowych dla dzieci. Współpracowała z czasopismem „Płomyk”, na łamach którego debiutowała w 1919.

## Życiorys
Córka Ludwiki z Lesznowskich i Jana Kownackiego przyszła na świat w dworze w Słupie. W wieku ośmiu lat została osierocona przez matkę. Ojciec, nie radząc sobie z wychowaniem pięciorga dzieci, oddał Marię na wychowanie rodzinie w Krakowie. Następnie Maria zamieszkała u siostry Zofii na Suwalszczyźnie, a potem uczęszczała na pensję Pauliny Hewelke w Warszawie.
W 1912, m.in. z powodów finansowych, rozpoczęła pracę jako nauczycielka, nauczając m.in. w Dębowej Kłodzie k. Kutna. W latach I wojny światowej przebywała w dworku swojej siostry Janiny Holnickiej-Szulc w Krzywdzie, organizując tam tajne nauczanie, także dla dorosłych. W 1915 dworek został spalony, a jego mieszkańcy przesiedleni do Mińska, gdzie spędzili 4 lata. Po powrocie do Krzywdy Maria kontynuowała działalność oświatową.
Przełomem w jej życiu okazał się rok 1919, kiedy nawiązała kontakt z Heleną Radwanową – redaktorką „Płomyka”, co sprawiło, że zaczęła pisać artykuły do czasopism dla dzieci wydawanych przez Naszą Księgarnię. W 1929 przeprowadziła się do Warszawy. Zamieszkała w budynku V kolonii Warszawskiej Spółdzielni Mieszkaniowej na Żoliborzu przy ulicy Słowackiego 5/13 m. 74. Współpracowała z Teatrem Baj. Przyjaźniła się z Marią Dąbrowską. W 1939 nabyła plac pod dom letniskowy w Łomiankach przy ulicy Szpitalnej. W czasie II wojny światowej przebywała w Krzywdzie, nauczając i pisząc (powstały tu m.in. Kajtkowe przygody).
Dopiero w 1958, po niesprzyjających czasach wojny i powojnia, na parceli w Łomiankach powstał domek letniskowy Plastusiowo, gdzie pisarka oddawała się swoim hobby – tkaniu gobelinów, wytwarzaniu miedzianej biżuterii, wyrobowi domowych przetworów, a także obserwacji ptaków, o których posiadała dużą wiedzę. W tym domu powstały m.in. Na tropach węża Eskulapa i Za żywopłotem.
Zmarła bezpotomnie. Mieszkanie na Żoliborzu i prawa autorskie do swoich utworów zapisała Warszawskiej Spółdzielni Mieszkaniowej.
Została pochowana na cmentarzu Powązkowskim w Warszawie (kwatera 6, rząd 1, grób 22). 

## Upamiętnienie
Imię pisarki nosi ulica w krakowskiej Nowej Hucie oraz szkoły podstawowe w Trębkach, Krzywdzie, Warszawie, Wiskitkach, bełchatowskich Domiechowicach i łódzka Szkoła Podstawowa nr 11 przy ul. Hufcowej 20A.
W jej dawnym mieszkaniu na Żoliborzu mieści się Izba Pamięci Marii Kownackiej (oddział Muzeum Książki Dziecięcej).

## Twórczość
- 1935 – Bajowe bajeczki i świerszczykowe skrzypeczki, czyli o straszliwym smoku i dzielnym szewczyku, prześlicznej królewnie i królu Gwoździku
- 1935 – Deszczyk pada, słonko świeci
- 1936 – Plastusiowy pamiętnik
- 1936 – Kukuryku na ręczniku
- 1937 – O Jaśku, co się z Rokitą założył
- 1937 – Cztery mile za piec
- 1939 – Miała babuleńka kozła rogatego
- 1947 – Jak mysz pod miotłą
- 1948 – Kajtkowe przygody
- 1948 – O Rochu i jego grochu
- 1948 – Tajemnica uskrzydlonego serca
- 1949 – O Kasi, co gąski zgubiła
- 1949 – O Żaczku-Szkolaczku i o Sowizdrzale, co jeden kochał szkołę, a ten drugi wcale
- 1950 – Entliczek pentliczek
- 1950 – Kwiatki Małgorzatki
- 1951 – Wawrzyńcowy sad
- 1957 – Przygody Plastusia
- 1957 – Rogaś z Doliny Roztoki
- 1958 – Szkoła nad obłokami
- 1960 – O Bidzie i złotych jabłkach
- 1961 – Orzeszek
- 1963 – Plastusiowo
- 1963 – Kamizela na niedzielę
- 1965 – W Świerszczykowie
- 1969 – Wesołe przedszkole
- 1970 – Teatrzyk supełków
- 1971 – Za żywopłotem

z Marią Kowalewską:
- 1963 – Głos przyrody

z Janem Edwardem Kucharskim:
- 1965 – Wiatrak profesora Biedronki
- 1967 – Skarb pod wiatrakiem

z Kazimierzem Garstką:
- 1980 – Na tropach węża Eskulapa

z Zofią Malicką:
- 1951 – Dzieci z Leszczynowej Górki

## Nagrody i odznaczenia
- 1948 – Srebrny Krzyż Zasługi[13]
- 1951 – I nagroda miasta Warszawy
- 1952 – Krzyż Oficerski Orderu Odrodzenia Polski
- 1956 – Nagroda Prezesa Rady Ministrów
- 1971 – Order Uśmiechu
- 1975 – Medal Komisji Edukacji Narodowej
- 1978 – Złota Odznaka ZNP
- 1978 – Orle Pióro